# Чемпіонат світу з трекових велоперегонів 2016 — командний спринт (чоловіки)
Змагання з командного спринту серед чоловіків на Чемпіонаті світу з трекових велоперегонів 2016 відбулись 2 березня. Нова Зеландія виграла золоту медаль.

## Результати

### Кваліфікація
Кваліфікація розпочалась о 15:29.
| Місце | Ім'я                                               | Країна          | Час    | Відставання | Примітки |
| ----- | -------------------------------------------------- | --------------- | ------ | ----------- | -------- |
| 1     | Етан Мітчелл Сем Вебстер Едвард Докінс             | Нова Зеландія   | 43.096 |             | Q        |
| 2     | Нільс ван 'т Гундердал Джефрі Хогланд Уго Хаак     | Нідерланди      | 43.266 | +0.170      | Q        |
| 3     | Грегорі Боже Кевен Сіро Мікаель Д'Алмейда          | Франція         | 43.487 | +0.391      | q        |
| 4     | Рене Ендерс Макс Нідерлаґ Йоахім Айлерс            | Німеччина       | 43.496 | +0.400      | q        |
| 5     | Натан Гарт Метью Ґлетцер Патрік Констебл           | Австралія       | 43.497 | +0.401      |          |
| 6     | Філіп Гіндс Джейсон Кенні Каллем Скіннер           | Велика Британія | 43.507 | +0.411      |          |
| 7     | Павло Якушевський Денис Дмітрієв Микита Шуршин     | Росія           | 43.538 | +0.442      |          |
| 8     | Гжегож Дрейгієр Рафал Сарнецький Кшиштоф Максель   | Польща          | 43.751 | +0.655      |          |
| 9     | Ху Ке Бао Сайфей Сюй Чао                           | Китай           | 44.496 | +1.400      |          |
| 10    | Сесар Маркано Ерсоні Канелон Анхель Пульгар        | Венесуела       | 44.654 | +1.558      |          |
| 11    | Сон Че Йон Кан Тон Чін Ім Чхе Пін                  | Південна Корея  | 44.767 | +1.671      |          |
| 12    | Кадзукі Амагай Кадзунарі Ватанабе Сеїтіро Накаґава | Японія          | 44.960 | +1.864      |          |
| 13    | Хосе Морено Санчес Хуан Перальта Серхіо Альяга     | Іспанія         | 45.013 | +1.917      |          |
| 14    | Уго Остеті Касіо Фрейтас Флавіо Сіпріано           | Бразилія        | 45.557 | +2.461      |          |

### Фінали
Фінали розпочались о 21:00.
| Місце                    | Ім'я                                                | Країна        | Час    | Відставання | Примітки |
| ------------------------ | --------------------------------------------------- | ------------- | ------ | ----------- | -------- |
| Заїзд за золоту медаль   |                                                     |               |        |             |          |
| 1                        | Етан Мітчелл Сем Вебстер Едвард Докінс              | Нова Зеландія | 43.257 |             |          |
| 2                        | Нільс ван 'т Гундердал Джефрі Хогланд Маттейс Бюхлі | Нідерланди    | 43.469 | +0.212      |          |
| Заїзд за бронзову медаль |                                                     |               |        |             |          |
| 3                        | Рене Ендерс Макс Нідерлаґ Йоахім Айлерс             | Німеччина     | 43.536 |             |          |
| 4                        | Грегорі Боже Кевен Сіро Мікаель Д'Алмейда           | Франція       | 43.577 | +0.041      |          |